# Des Browne
Desmond Henry (Des) Browne, Baron Browne van Ladyton (North Ayrshire, Schotland, 22 maart 1952) is een Brits politicus van de Labour Party.
Op 22 juli 2010 werd Browne benoemd als baron Browne van Ladyton en werd lid van het Hogerhuis.
- Gemeinsame Normdatei: 1138859796
- Nationale Bibliotheek van Polen: a0000002759640
- Virtual International Authority File: 307175127
- WorldCat: E39PBJrChFYYx7MymXQPJpQ6rq